# Special Olympics Liechtenstein
Special Olympics Liechtenstein ist der liechtensteinische Verband von Special Olympics International. Er wurde 2001 gegründet und hat seinen Sitz in Schaan, Liechtenstein. Ziel des Verbandes ist die Förderung von Sport für Menschen mit geistiger Beeinträchtigung und die Sensibilisierung der Gesellschaft für sie. Außerdem betreut er die liechtensteinische Athletinnen und Athleten bei den internationalen Special Olympics Wettkämpfen.

## Zielsetzung und Geschichte

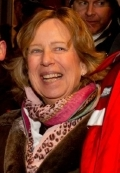
Prinzessin Nora von Liechtenstein, Präsidentin des Stiftungsrats von Special Olympics

Special Olympics Liechtenstein ist eine gemeinnützige Stiftung und anerkannte Sportorganisation in Liechtenstein. Sie wurde 2001 gegründet und hat seinen Sitz in Schaan, Liechtenstein.
Zielgruppe sind Menschen mit geistiger Beeinträchtigung aus Liechtenstein. Der Verband strebt eine inklusive Gesellschaft an und möchte durch Sportangebote für Interessierte ab 2 Jahren bis ins hohe Alter Gemeinschaftserlebnisse, Freude und Anerkennung vermitteln.
Auf Initiative von Prinzessin Nora von Liechtenstein wurden bereits 1998 Gespräche geführt, um den Gedanken von Special Olympics International im Fürstentum Realität werden zu lassen. 1999 wurde bereits nach den Regeln von Special Olympics trainiert. 2001 erkannte der Liechtensteiner Behindertenverband LBV Special Olympics Liechtenstein als ehrenamtlich tätige Sonderkommission an. Nora von Liechtenstein wurde Präsidentin. In den folgenden acht Jahren wurden das Sportangebot und die Programme Young Athletes und MATP auf- und ausgebaut. 2009 folgte eine Leistungsvereinbarung mit der Regierung, 2010 die Gründung der Special Olympics Stiftung. 2012 wurde Special Olympics Liechtenstein als ordentliches Mitglied des LOC anerkannt.
2001 wurde Special Olympics Liechtenstein von Special Olympics International akkreditiert.
Nora von Liechtenstein ist Präsidentin des Stiftungsrates (Stand 2022).

## Aktivitäten
2019 waren 96 Athletinnen, Athleten und Unified Partner sowie 45 Trainer bei Special Olympics Liechtenstein registriert.
Der Verband nahm 2022 an folgenden Programmen teil, die von Special Olympics International ins Leben gerufen worden waren: Motor Activities Training Program (MATP), Young Athletes, Healthy Athletes, Athlete Leadership und Unified Sports.
Es werden kostenlose, begleitete wöchentliche Trainingsmöglichkeiten in folgenden 11 Sportarten vom Verband angeboten:
- Alpinski (Special Olympics)
- Boccia (Special Olympics)
- Fußball (Special Olympics) Unified Sports
- ID-Judo und Fitness Unified[5]
- Konditionstraining
- Radsport (Special Olympics)
- Reiten (Special Olympics)
- Schwimmen (Special Olympics)
- Skilanglauf (Special Olympics)
- Tanzen (Special Olympics)
- Tennis (Special Olympics)

Außerdem gibt es Angebote in den Bereichen FitSport und MATP Wasser und MATP Land.

### Teilnahme an Weltspielen vor 2020
(Quelle: )
- 2009 Special Olympics World Winter Games, Boise, USA (8 Athletinnen und Athleten)
- 2011 Special Olympics World Summer Games, Athen (15 Athletinnen und Athleten)
- 2013 Special Olympics World Winter Games, PyeongChang, Südkorea (8 Athletinnen und Athleten)
- 2015 Special Olympics World Summer Games, Los Angeles, USA (10 Athletinnen und Athleten)
- 2017 Special Olympics World Winter Games, Graz-Schladming-Ramsau, Österreich (8 Athletinnen und Athleten)
- 2019 Special Olympics, World Summer Games, Abu Dhabi (10 Athletinnen und Athleten)

### Teilnahme an den Special Olympics World Summer Games 2023 in Berlin
Special Olympics Liechtenstein beteiligte sich an den Special Olympics World Summer Games 2023. Die Delegation wurde vor den Spielen im Rahmen des Host Town Program von Klettgau betreut und bestand aus 14 Personen. Das Team gewann bei diesen Weltspielen eine Gold-, zwei Silber- und vier Bronzemedaillen.

### Teilnahme an Weltspielen nach 2023
- 2025 Special Olympics World Winter Games, Turin, Italien (6 Athletinnen und Athleten)[11]